# Rapa das bestas

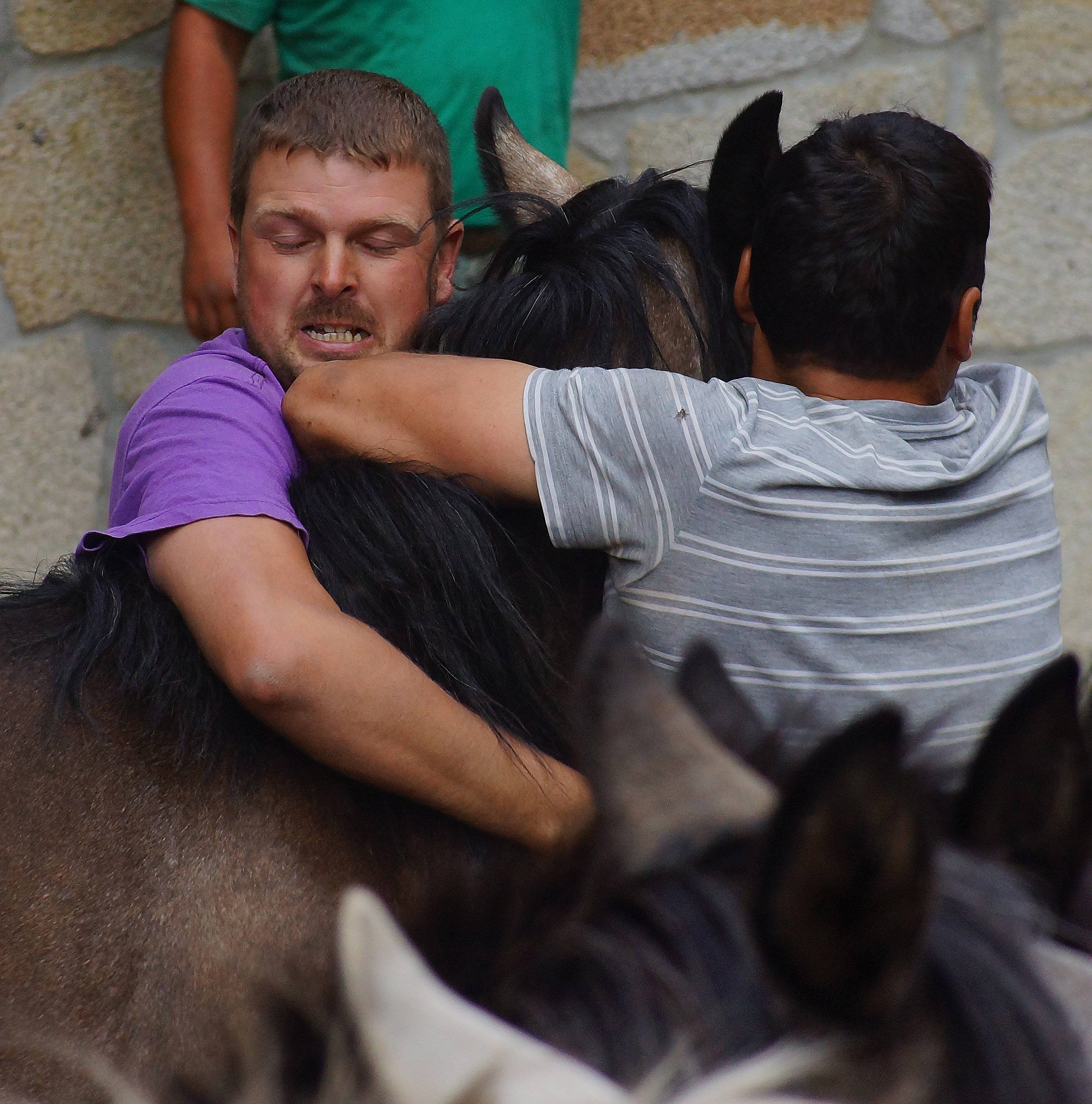
Rapa das Bestas - Cuspedriños

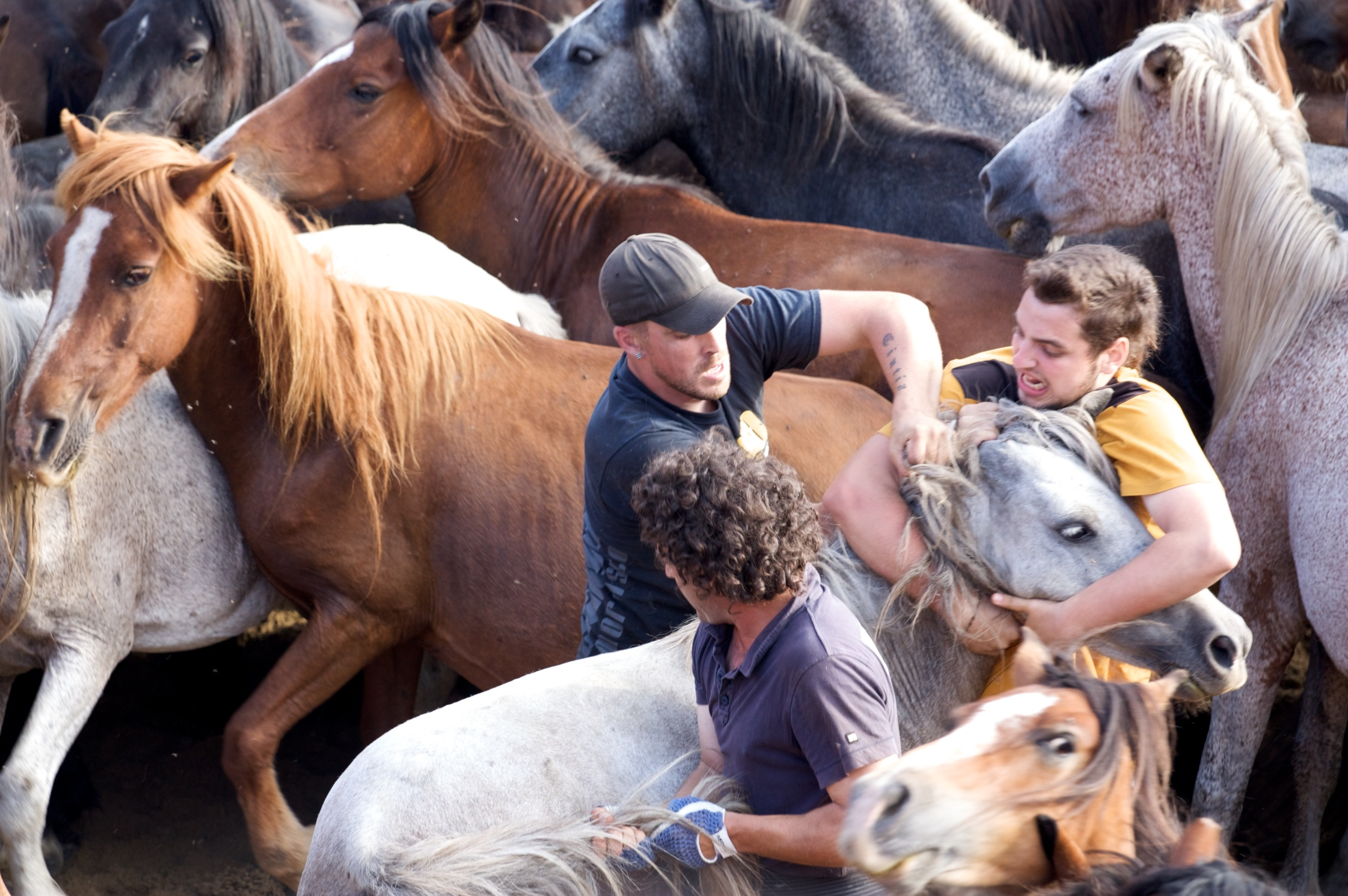
Rapa das bestas 2010 en el Curro de Sabucedo

La Rapa das Bestas (literalment rapada de les bèsties) és el nom d'una festa cultural i turística que consisteix a tallar les crineres dels cavalls que es realitza en els curros (recintes tancats on es recullen els cavalls) celebrades en diverses localitats de Galícia (Espanya). S'utilitza el cavall gallec mestís i també el cavall de pura raça gallega.
La més coneguda és la rapa das bestas de Sabucedo, al municipi pontevedrès d'A Estrada, que dura tres dies: el primer dissabte, diumenge i dilluns del mes de juliol. De fet, li dona el nom a la celebració mentre que en la majoria de llocs es parla de curros, com curros de Valga, etc. La rapa das bestas de Sabucedo, està catalogada a Espanya des de 1963 com a festa turística d'interès internacional. La tradició en aquest municipi es remunta al segle xvi, és un dels més coneguts de Galícia i manté el ritu iniciàtic. A Sabucedo els lluitadors que han d'immobilitzar el cavall no tenen dret a cap instrument, han d'actuar només amb les mans nues, amb la força dels braços i la seva habilitat, en grups de tres. Si els turistes poden acompanyar el descens dels animals de la muntanya, només els homes iniciats des de la seva infantesa i havent adquirit el coneixement necessari poden enfrontar-se als cavalls. "Su valor sólo era comparable al de los aloitadores de Sabucedo", Camilo José Cela a Mazurka para dos muertos. (El seu coratge va ser igualat només pels lluitadors de Sabucedo).
Els cavalls en qüestió són essencialment ponis gallecs. Ponis gallecs que ja no són de raça pura, els criadors han introduït altres sementals per obtenir un cavall més apte per a la producció de carn. El poni autòcton ha estat objecte d'un programa de recuperació de la raça des de l'última dècada del segle xx. Els ponis de raça pura, fins i tot quan es crien en semi-llibertat, no participen en curros, ja que no poden ser marcats ni maltractats.

## Localitzacions
| Localització de les principals rapes |                        |
| La Corunya                           |                        |
| A Capelada (Cedeira)                 | 29 de juny             |
| As Cañizadas (A Pobra do Caramiñal)  | 12 o 19 de juliol      |
| Campo da Areosa (Vimianzo)           | Mitjans de juliol      |
| Lugo                                 |                        |
| Candaoso (Viveiro)                   | 1er diumenge de juliol |
| Campo do Oso (Mondoñedo)             | Últim diumenge de juny |
| San Tomé (O Valadouro)               | 1er diumenge d'agost   |
| Pontevedra                           |                        |
| Mougás (Oia)                         | 8 de juny              |
| Morgadáns (Gondomar)                 | 15 de juny             |
| San Cibrao (Gondomar)                | 22 de juny             |
| Sabucedo (A Estrada)                 | 1er dissabte de juliol |
| Monte Castelo (Cotobade)             | 3 d'agost              |
| Domaio (Moaña)                       | 13 d'agost             |
| Paradanta (A Cañiza)                 | 31 d'agost             |
| O Galiñeiro (Gondomar)               | agost                  |